# Jonathan Rodríguez (pallavolista)
Jonathan Daniel Rodríguez López (San Juan, 16 settembre 1997) è un pallavolista portoricano, centrale dei Changos de Naranjito.

## Carriera

### Club
La carriera di Jonathan Rodríguez inizia nei tornei scolastici portoricani, giocando per quattro anni col Colegio Rosa Bell. Per motivi di studio si trasferisce negli Stati Uniti d'America, dove partecipa alla NCAA Division III con lo Springfield dal 2016 al 2017, vincendo il titolo nazionale durante il suo secondo anno.
Nella stagione 2018 firma il suo primo contratto professionistico nella Liga de Voleibol Superior Masculino coi Changos de Naranjito, dove resta per un biennio. Torna quindi negli Stati Uniti per giocare con gli LA Blaze lo NVA Showcase 2020 e la NVA 2021. Approda quindi in Europa nel campionato 2021-22, disputando la VolleyLigaen danese con il Middelfart: si aggiudica lo scudetto e viene premiato come miglior centrale del torneo, trasferendosi quindi nel campionato seguente in Svizzera, dove prende parte alla Lega Nazionale A con lo Schönenwerd, conquistando lo scudetto. 
Partecipa in seguito alla Liga de Voleibol Superior Masculino 2023 coi Changos de Naranjito, mentre al termine degli impegni in patria approda al Gaziantep Gençlik, finendo l'annata nel campionato cadetto turco. Nel campionato seguente è nuovamente di scena con la formazione naranjiteña.

### Nazionale
Fa parte della nazionale portoricana Under-19 impegnata al campionato nordamericano 2014 e al campionato mondiale 2015.
Nel 2016 debutta in nazionale maggiore in occasione della World League, mentre un anno dopo vince la medaglia d'argento alla Coppa panamericana 2017. Nel 2018, invece, conquista l'oro ai XXIII Giochi centramericani e caraibici, seguito da un altro oro al campionato nordamericano 2021 e poi dal bronzo alla NORCECA Final Four 2023 e ai XXIV Giochi centramericani e caraibici. Torna a vincere una medaglia d'oro alla NORCECA Final Four 2024, seguito dal bronzo alla Coppa panamericana 2024.

## Palmarès

### Club
- NCAA Division III: 1

2017
- Campionato danese: 1

2021-22
- Campionato svizzero: 1

2022-23

### Nazionale (competizioni minori)
- Coppa panamericana 2017
- Giochi centramericani e caraibici 2018
- NORCECA Final Four 2023
- Giochi centramericani e caraibici 2023
- NORCECA Final Four 2024
- Coppa panamericana 2024

### Premi individuali
- 2022 - VolleyLigaen: Miglior centrale